# Льоретто (Мазовецьке воєводство)
Льоретто (пол. Loretto) — село в Польщі, у гміні Вишкув Вишковського повіту Мазовецького воєводства.